# Трагачи (филм)
Трагачи (енгл. The Searchers) амерички је епски вестерн из 1956. године, који је режирао Џон Форд, према сценарију који је Френк С. Нуџент написао на основу истоименог романа Алана Ле Меја. Главне улоге у филму играју Џон Вејн, Џефри Хантер, Вера Мајлс, Ворд Бонд и Натали Вуд. Радња је смештена током тексашко-индијанских ратова и прати Итана Едвардса, човека у средњим годинама, ветерана Америчког грађанског рата, који заједно са својим усвојеним нећаком Мартином годинама трага за својом отетом нећаком Деби. Филм је сниман у VistaVision формату на Eastmancolor негативу, а обраду и копије је урадио Technicolor.
Филм је доживео и критички и комерцијални успех. Од премијере па до данас сматра се ремек-делом и једним од најбољих и најутицајнијих филмова икада снимљених. Амерички филмски институт га је 2008. прогласио најбољим америчким вестерном свих времена, а 2007. га је сместио на 12. место листе 100 најбољих америчких филмова свих времена. Entertainment Weekly also named it the best Western. Часопис Entertainment Weekly такође га је прогласио најбољим вестерном икада снимљеним. Часопис Sight & Sound, који издаје Британски филмски институт, рангирао је овај филм као седми најбољи свих времена, према анкети међународних филмских критичара из 2012. године, а 2008. га је француски часопис Cahiers du Cinéma ставио на 10. место своје листе 100 најбољих филмова свих времена.
Године 1989, Конгресна библиотека прогласила је Трагаче филмом од „културног, историјског или естетског значаја” и уврстила га у Национални филмски регистар Сједињених Држава; био је међу првих 25 филмова који су ушли у ту архиву. Ово је такође био први велики филм за који је направљен документарни филм о сценама иза кулиса, по наруџбини Џона Форда. У том филму приказани су скоро сви аспекти настанка филма, укључујући припрему локације, изградњу реквизита и технике снимања.
У филму се кратко појављује и Орден Светог Саве, који на себи носи Џон Вејн.

## Радња
Године 1868, Итан Едвардс се, после осмогодишњег одсуства, враћа у дом свог брата Арона у западном Тексасу. Итан се у Америчком грађанском рату борио на страни Конфедерације, а у три године од краја рата наизглед је учествовао и у Другом француско-мексичком рату. Са собом има велику количину златника непознатог порекла и медаљу из мексичке кампање, коју поклања својој осмогодишњој нећакињи Деби. Као бивши војник Конфедерације, када га позову да положи заклетву верности Тексашким ренџерима, он то одбија.
Убрзо након Итановог доласка, украдена је стока у власништву његовог комшије Ларса Јоргенсена, па капетан у пензији и свештеник Самјуел Клејтон предводи Итана и групу ренџера у потрагу за њом. Када открију да је крађа била само трик Команча да би мушкарце одвукли од кућа, враћају се и затичу имање породице Едвардс у пламену. Арон, његова супруга Марта и њихов син Бен су убијени, док су Деби и њена старија сестра Луси отете.
Након кратке сахране, мушкарци крећу у потеру. Када пронађу команчки логор, Итан предлаже фронтални напад, али Клејтон инсистира на прикривеном прилазу како не би убили таоце. Испоставља се да је логор напуштен, а даље низ траг људи упадају у заседу. Иако одбијају напад, ренџери остају са премало људи да би се успешно борили против Команча. Враћају се кући, а Итана у потрази за девојкама прате само Лусин вереник Бред Јоргенсен и Дебин усвојени брат Мартин Поли. Итан проналази Луси мртву (и, како се наговештава, силовану) у кањону близу команчког логора. Разјарен, Бред јури право у логор и бива убијен.
Када стигне зима, Итан и Мартин губе траг и враћају се на имање породице Јоргенсен. Мартин је одушевљено дочекан од стране Лори, ћерке Јоргенсенових, а Итан затиче писмо које га чека од трговца по имену Фатерман, који тврди да има информације о Деби. Итан, који више воли да путује сам, наредног јутра одлази без Мартина, али Лори невољно даје Мартину коња како би га сустигао. У Фатермановој трговини, Итан и Мартин сазнају да је Деби одведена од стране Скара, поглавице једне групе Команча. Годину дана или више касније, Лори добија писмо од Мартина у коме он описује потрагу која још траје. Читајући писмо наглас, Лори приповеда наредне сцене: Итан убија Фатермана који је покушао да му украде новац; Мартин случајно „купује” команчку жену, која побегне чим чује име Скар; касније је међу мртвима када Итан и Мартин наиђу на део Скаровог племена које су побили војници.
На територији Новог Мексика, након пет година потраге, Итан и Мартин проналазе Деби, сада тинејџерку, која живи као једна од жена поглавице Скара. Она им говори да је постала Команчи и да жели да остане са својим новим народом. Итан говори би радије видео да је мртва него да живи као Индијанка, и покушава да је убије, али Мартин стаје испред ње и телом је штити. Док беже, један Команч рањава Итана стрелом. Мартин му помаже и превије рану, али је бесан на њега због покушаја убиства Деби. Касније се обојица враћају кући.
У међувремену, Чарли Макори је почео да се удвара Лори док је Мартин био одсутан. Итан и Мартин стижу кући управо у тренутку када треба да почне венчање Чарлија и Лори. Након туче Мартина и Чарлија, појављује се узнемирени јенки поручник Гринхил и доноси вест да је Итанов пријатељ Моуз Харпер пронашао Скара. Клејтон тада предводи своје људе у напад на команчки логор — овај пут директан. Мартину је дозвољено да се пре напада ушуња у логор како би пронашао Деби. Она га дочекује срећно. Мартин убија Скара како би је спасао.
Итан налази Скарово тело и, из освете, одсеца му скалп. Потом проналази Деби и креће за њом на коњу. Мартин их очајнички јури, плашећи се да ће Итан покушати да је убије. Уместо тога, Итан је подиже у наручје и односи је назад на имање породице Јоргенсен, где се Мартин поново сједињује са Лори. Док сви остали улазе у кућу, Итан стоји на прагу, гледа их — и одлази.

## Улоге
| Глумац               | Улога                               |
| -------------------- | ----------------------------------- |
| Џон Вејн             | Итан Едвардс                        |
| Џефри Хантер         | Мартин Поли                         |
| Вера Мајлс           | Лори Јоргенсен                      |
| Ворд Бонд            | капетан Самјуел Џонсон Клејтон      |
| Натали Вуд (одрасла) | Деби Едвардс                        |
| Лана Вуд (млада)     | Деби Едвардс                        |
| Џон Куален           | Ларс Јоргенсен                      |
| Олив Кери            | госпођа Јоргенсен                   |
| Хенри Брендон        | поглавица Скар                      |
| Кен Кертис           | Чарли Макори                        |
| Хари Кери Млађи      | Бред Јоргенсен                      |
| Антонио Морено       | Емилио Габријел Фернандез и Фигероа |
| Хенк Ворден          | Моуз Харпер                         |
| Бјула Арчулета       | Дивља Гуска Лети Ноћним Небом (Лук) |
| Волтер Кој           | Арон Едвардс                        |
| Дороти Џордан        | Марта Едвардс                       |
| Пипа Скот            | Луси Едвардс                        |
| Патрик Вејн          | поручник Гринхил                    |
| Роберт Лајден        | Бен Едвардс                         |
| Питер Мамакос        | Џерем Фатерман                      |

## Приказивање
- Аргентина – 19. јул 1956.
- Француска – 8. август 1956.
- Јапан – 22. август 1956.
- Шведска – 22. август 1956.
- Италија – 16. септембар 1956.
- Уједињено Краљевство – 23. септембар 1956.
- Финска – 5. октобар 1956.
- Западна Немачка – 5. октобар 1956.
- Аустралија – 15. новембар 1956.
- Аустрија – 25. јануар 1957.
- Хонгконг – 14. фебруар 1957.
- Данска – 24. јул 1957.